# Lasiodora difficilis
Lasiodora difficilis is een spinnensoort in de taxonomische indeling van de vogelspinnen (Theraphosidae).
Het dier behoort tot het geslacht Lasiodora. De wetenschappelijke naam van de soort werd voor het eerst geldig gepubliceerd in 1921 door Cândido Firmino de Mello-Leitão.